# Ministerium für auswärtige Angelegenheiten (Gambia)
Das Ministerium für auswärtige Angelegenheiten (Ministry of Foreign Affairs, International Cooperation and Gambians Abroad, MoFA), oder kurz Außenministerium, ist ein Ministerium der Regierung des westafrikanischen Staates Gambia.

## Lage und Beschreibung
Der Sitz des Ministeriums liegt in der Hauptstadt Banjul an der Marina Parade.
Das Außenministerium ist verantwortlich für die internationale diplomatische Zusammenarbeit mit den Staaten und internationalen Organisationen. Weiter ist das Ministerium zuständig für die gambischen Auslandsvertretungen und Gambier im Ausland.

## Untergeordnete Organisationen
Siehe Liste der gambischen Auslandsvertretungen.

## Geschichte
Bis Mitte 2009 lautete die Bezeichnung Gambia Department of State for Foreign Affairs (DoSFA), auch Foreign Affairs Department oder External Affairs Department.

## Leitung
Der Außenminister (Minister of Foreign Affairs, International Cooperation and Gambians Abroad) ist seit dem 29. Juni 2018 Mamadou Tangara. Er löste den seit 1. Februar 2017 amtierenden Minister Ousainou Darboe ab.